# Старое Носково
Старое Носково — упразднённая деревня в Куйбышевском районе Калужской области России. Располагалась на территории современного Сельского поселения «Село Жерелево». На момент упразднения входила в состав Кузьминичского сельсовета. Исключена из учётных данных в 2003 году.

## Географическое положение
Располагалась на правом берегу реки Снопот ниже впадения в неё безымянного ручья, приблизительно в 8 км (по прямой) к северу от деревни Кузьминичи.

## История
Постановлением Законодательного Собрания Калужской области от 24 апреля 2003 г. № 627 населённый пункт исключен из учётных данных.

## Население
Согласно результатам переписи 2002 года в деревне отсутствовало постоянное население.